# Sueco moderno

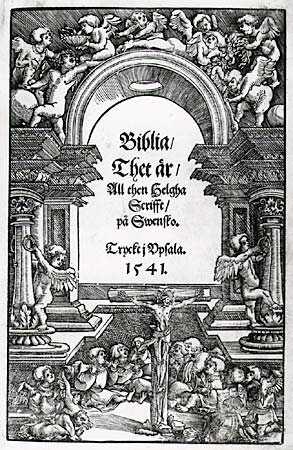
Capa da Bíblia de Gustavo Vasa, impressa em Uppsala em 1541. "A Bíblia / É / As Sagradas Escrituras / em Sueco. Impressa em Uppsala. 1541".

O Sueco Moderno – nysvenska – é a designação da lingua sueca usada no período aproximado de 1520-1850, sucedendo ao Sueco Antigo – fornsvenska.
Costuma ser dividido em dois estádios:
- 1520-1730 Sueco Moderno Inicial – äldre nysvenska
- 1730-1850 Sueco Moderno Tardio – yngre nysvenska

A saída da Suécia da União de Kalmar e a  subida ao trono do rei Gustavo Vasa marcam um período de emancipação e modernização da Suécia. No que respeita à língua escrita, assistimos igualmente a uma individualização e uniformização do idioma sueco, baseada na nova tradução da Bíblia, conhecida como Bíblia de Gustavo Vasa. 

O texto então apresentado, foi uma primeira tentativa de estabelecer uma grafia uniforme do idioma sueco, na sua forma moderna – nysvenska. Para diferenciar o sueco do dinamarquês, foram introduzidas as letras å, ä e ö, substituido kk por ck, e passado a usar o infinitivo terminado em -a em vez de -e.

Em 1786, o rei Gustavo III fundou a Academia Sueca, com a finalidade de serem estabelecidas regras para a ortografia e bom uso da Língua Sueca.

## Um texto em sueco moderno do séc. XVI
Extrato de uma carta de Gustavo Vasa ao seu filho Magnus, escrita já em sueco moderno:
| “              | Käre szonn, ähr och wår faderlige wilije, ath thw granneligen wilth lathe haffwe godh acth och skötzmåll vm tijtt huffwedh, szå ath thw thätt altijd lather twätte och holle reenth etc. och elijest vdi alle motte tage tig till ware för alle farligheter, effter szom störste macth opå ligger, szom ähr medh mykith rännende och löpende opå Ölandh och annerstedz, thär egenom thw bröcker benenn sonder opå tig etc. Gud thän alzmectigeste tig altijd beffalandes. Actum vt supra. | ” |
| — Gustavo Vasa | |   |

## Algumas inovações do Sueco Moderno[5]
- Introduzidas as letras å, ä e ö.
- Substituido kk por ck.
- Passado a usar o infinitivo terminado em -a em vez de -e.
- Desaparecem grafias de vogais duplas, como een e öö.
- Desaparecem sucessivamente grafias do sueco antigo, como dh e th.
- A letra i é substituída por j, ou desaparece, em palavras como kiämpe, kiöpa, siö, giöra.
- A ordem inversa OBJETO-VERBO é substituída por VERBO-OBJETO.
- Muitas palavras alemãs e dinamarquesas foram expurgadas.
- Palavras francesas foram incorporadas, p.ex. armé, toalett, frisyr, trottoar.